# Saint-Quentin-les-Anges
Saint-Quentin-les-Anges é uma comuna francesa na região administrativa da Pays de la Loire, no departamento de Mayenne. Estende-se por uma área de 17,81 km². Em 2010 a comuna tinha 457 habitantes (densidade: 25,7 hab./km²).